# Bromus tomentosus
Bromus tomentosus är en gräsart som beskrevs av Carl Bernhard von Trinius. Bromus tomentosus ingår i släktet lostor, och familjen gräs. Inga underarter finns listade i Catalogue of Life.